# 圣巴泰勒米勒普兰
圣巴泰勒米勒普兰（法語：Saint-Barthélemy-le-Plain，法語發音：[sɛ̃ baʁtelemi lə plɛ̃]）是法国阿尔代什省的一个市镇，属于罗讷河畔图尔农区。

## 地理
圣巴泰勒米勒普兰（45°3'16"N, 4°44'48"E）面积19.08 平方千米，位于法国奥弗涅-罗讷-阿尔卑斯大区阿尔代什省，该省份为法国东南部内陆省份，北起顺时针与卢瓦尔省、伊泽尔省、德龙省、沃克吕兹省、加尔省、洛泽尔省和上盧瓦爾省接壤。
与圣巴泰勒米勒普兰接壤的市镇（或旧市镇、城区）包括：布雪勒鲁瓦、新科隆比耶、旧科隆比耶、埃塔布勒、朗斯、普拉、圣让德米佐勒、罗讷河畔图尔农。

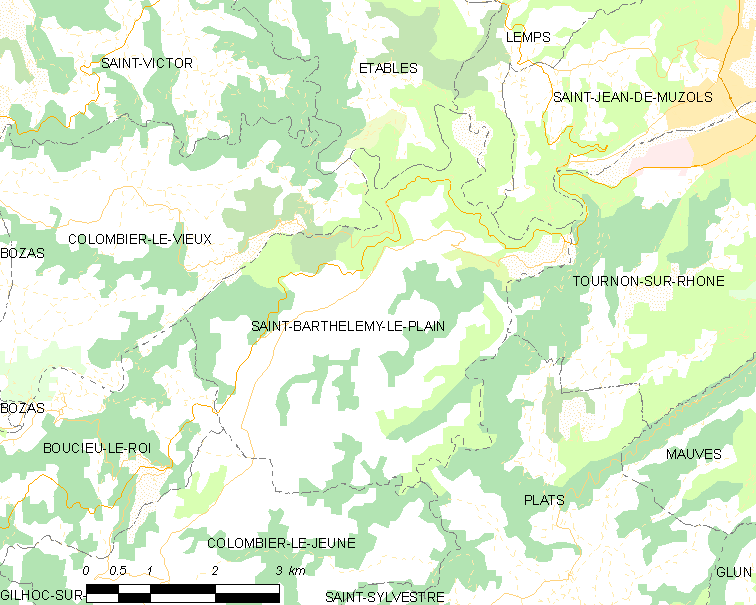
圣巴泰勒米勒普兰的OSM定位图

圣巴泰勒米勒普兰的时区为UTC+01:00、UTC+02:00（夏令时）。

## 行政
圣巴泰勒米勒普兰的邮政编码为07300，INSEE市镇编码为07217。

## 政治
圣巴泰勒米勒普兰所属的省级选区为罗讷河畔图尔农县。

## 人口

1962-2008年间圣巴泰勒米勒普兰人口变化图示

圣巴泰勒米勒普兰于2022年1月1日时的人口数量为859人。